# خاموشی ۲۰۲۵ اروپا
در تاریخ ۲۸ آوریل ۲۰۲۵، ساعت ۱۲:۳۳ ظهر (به وقت اروپای مرکزی)، یک خاموشی گسترده برق در سراسر شبه‌جزیره ایبری، شامل اسپانیا و پرتغال، رخ داد که در نتیجه آن، برق بسیاری از مناطق برای چندین ساعت قطع شد.

در مناطق مجاور، از جمله آندورا و بخش‌هایی از جنوب غربی فرانسه، خاموشی‌های کوتاه‌مدتی به مدت چند دقیقه یا چند ثانیه گزارش شد، اما جبل‌الطارق تحت تأثیر این قطعی برق قرار نگرفت.

گزارش‌ها حاکی از بروز مشکلات در شبکه برق هم‌زمان اروپا بود. در بسیاری از شهرها، چراغ‌های راهنمایی و رانندگی از کار افتادند و خطوط متروی شهری تخلیه اضطراری شدند.

در حدود ساعت ۱۶:۰۰ به وقت محلی، اپراتور برق اسپانیا، رد الکتریکا، تخمین زد که بازیابی کامل برق بین شش تا ده ساعت زمان خواهد برد و این حادثه را استثنایی توصیف کرد.
در همین زمان، اپراتور شبکه برق پرتغال، ردس انرژتیکاس ناسیونایس، اعلام کرد که ممکن است تا یک هفته طول بکشد تا شرایط به حالت عادی بازگردد.

## تاثیرات

### پرتغال
در پرتغال، خاموشی باعث از کار افتادن اکثر خدمات اولیه از جمله فروشگاه‌ها، سوپرمارکت‌ها، داروخانه‌ها و سیستم‌های پرداخت الکترونیکی شد. بیمارستان‌ها برای حفظ عملکرد به ژنراتورها متوسل شدند. چراغ‌های راهنمایی و سامانه‌های حمل و نقل متوقف شدند و باعث تصادفات جاده‌ای شدند. افسران پلیس بیشتری برای رسیدگی به مشکلات ترافیکی ناشی از خرابی چراغ‌های راهنمایی مستقر شدند. شبکه‌های تلفن همراه نیز به ویژه در تماس‌های صوتی و خدمات داده با محدودیت‌های شدیدی مواجه شدند.
خدمات قطارهای حومه‌ای و ترانزیت سریع به دلیل مشکلات سیگنالینگ متوقف و قطارها تخلیه شدند. اتوبوس‌های برقی، قایق‌ها، دوچرخه‌های اشتراکی و ترامواها نتوانستند از ایستگاه‌های خود حرکت کنند. فرودگاه لیسبون پورتلا با محدودیت‌هایی فعالیت کرد و حدود ساعت ۱۳:۰۰ (به وقت غرب اروپا) بسته شد، اگرچه اجازه پرواز از حدود ساعت ۲۱:۳۸ (به وقت غرب اروپا) داده شد. در همین حال، فرودگاه‌های پورتو و فرودگاه فارو به برق ژنراتور تغییر وضعیت دادند.
در طول خاموشی، برای ذخیره اقلام ضروری مانند غذا و آب، و همچنین باتری، وسایل روشنایی و رادیو هجوم آورده شد. شرکت دولتی آب Águas de Portugal از مصرف‌کنندگان خواست تا مصرف آب خود را برای جلوگیری از خرابی سیستم در طول قطعی برق تعدیل کنند.
کابینه نخست‌وزیر لوئیس مونته‌نگرو یک جلسه اضطراری در مورد این خاموشی برگزار کرد و در ۲۸ آوریل وضعیت بحران انرژی اعلام کرد. نخست‌وزیر قصد داشت از اتحادیه اروپا درخواست ممیزی سیستم‌های الکتریکی آسیب‌دیده را بکند.

### اسپانیا
اپراتور قطار اسپانیا، رنفه اوپرادورا، اعلام کرد که به دلیل قطعی برق، تمام قطارها متوقف شده‌اند. حدود ۳۵٬۰۰۰ مسافر که در سراسر سیستم‌های ریلی و مترو گرفتار شده بودند، نجات داده شدند. فرودگاه مادرید-باراخاس بدون برق ماند.
مقامات اسپانیایی گزارش دادند که نیروگاه‌های هسته‌ای کشور به‌صورت خودکار از شبکه خارج شدند زیرا برق شبکه قطع شده بود — در آن زمان، چهار راکتور در حال تولید بودند و سه راکتور در حال تعمیرات برنامه‌ریزی‌شده بودند. ژنراتورهای پشتیبان به‌صورت خودکار سیستم خنک‌کننده را فعال کردند تا ایمنی هر هفت راکتور حفظ شود. خدمات مخابراتی و اینترنت نیز تحت تأثیر قرار گرفت و بنا به گزارش نت‌بلاکس، ترافیک شبکه به فقط ۱۷ درصد استفاده معمول سقوط کرد.
شهر مادرید طرح اضطراری PEMAM (طرح اضطراری سرزمینی شهرداری مادرید) را فعال کرد. اکثر کسب‌وکارها و فروشگاه‌ها بسته شدند، خطوط قطار و مترو متوقف شدند، و خدمات بانکی نیز غیرفعال بود. پلیس مجبور شد برای کنترل ترافیک و حفظ امنیت وارد عمل شود. سردرگمی و ترس در صحنه‌هایی مشابه همه‌گیری ویروس کرونا در سال ۲۰۲۰ گسترش یافت، هرچند در برخی خیابان‌ها و تراس‌ها حال و هوایی شاد و نزدیک به جشن حاکم بود.
دیدار پادشاه فیلیپه ششم با رئیس‌جمهور قبرس، نیکوس کریستودولیدس، تحت تأثیر قرار نگرفت، چرا که خاموشی فقط بخشی از کاخ زارزولا را درگیر کرد و پادشاه توانست برنامه‌های رسمی روز را ادامه دهد. ساختمان کنگره نمایندگان، بورس مادرید، پارلمان کاتالونیا و کاخ مونکلوا بدون برق ماندند. مجلس سنا فعالیت‌های پارلمانی روز ۲۹ آوریل را تعلیق کرد.
جزایر قناری، جزایر بالئارس، سئوتا و ملیله تحت تأثیر قرار نگرفتند. مسافرانی که از اسپانیا به‌صورت زمینی وارد جبل‌الطارق می‌شدند، از تأخیرهایی به دلیل در دسترس نبودن خدمات فناوری اطلاعات در گذرگاه مرزی اسپانیا خبر دادند. خود جبل‌الطارق تحت تأثیر قرار نگرفت، زیرا به شبکه برق اروپا متصل نیست.
نخست‌وزیر اسپانیا، پدرو سانچز، جلسه اضطراری شورای امنیت ملی را برای بررسی این خاموشی برگزار کرد. برای کاهش اثرات خاموشی، مراکش از طریق اتصال برق اسپانیا-مراکش که از تنگه جبل‌الطارق عبور می‌کند، ۹۰۰ مگاوات برق ارسال کرد، و فرانسه نیز از طریق خطوط انتقالی که کاتالونیا و سرزمین باسک (منطقه خودمختار) را تغذیه می‌کنند، برق فرستاد.
سازمان کارفرمایی CEOE برآورد کرد که این خاموشی منجر به خسارت اقتصادی معادل ۱٫۶ میلیارد یورو شده است.
حداقل هفت نفر در اثر این خاموشی در اسپانیا جان باختند.

## علت حادثه
علت خاموشی برق هنوز تحت بررسی مقامات قرار دارد.
گفته می‌شود که این خاموشی در پی دو نوسان در شبکه برق رخ داده است که نوسان دوم باعث شد سیستم برق اسپانیا از شبکه اروپا جدا شده و شبکه برق ایبری سقوط کند.
یک آتش‌سوزی که گزارش شده در فرانسه جنوبی بین شهرهای پرپینیان و شرق ناربون رخ داده و منجر به آسیب دیدن یک خط برق فوق‌فشار قوی شده بود، توسط شرکت برق پرتغال (ردس انرژتیکاس ناسیونایس) به عنوان یکی از دلایل احتمالی معرفی شد؛ اما شرکت برق فرانسه (RTE) این ادعا را رد کرد و اعلام کرد که هیچ آتش‌سوزی‌ای در آن منطقه رخ نداده است.
آژانس امنیت سایبری اسپانیا (INCIBE) در حال بررسی احتمال حمله سایبری به‌عنوان علت حادثه بود، هرچند بررسی‌های اولیه هیچ شواهدی از حمله پیدا نکردند. صبح روز ۲۹ آوریل، شرکت رد الکتریکا اعلام کرد که علت خاموشی، قطع اتصال شبکه در جنوب غربی اسپانیا بوده و حمله سایبری را به‌طور رسمی رد کرد، در حالی که تحقیقات دربارهٔ علت قطع ادامه دارد.
با این حال، نخست‌وزیر اسپانیا، پدرو سانچز، بر احتمال حمله سایبری به‌عنوان عامل خاموشی تأکید کرد و خواستار تشکیل کمیته‌های تحقیق پارلمانی و دریافت گزارش‌های مستقل از بروکسل شد. او گفت:
«شهروندان باید بدانند که دولت تا انتهای ماجرا خواهد رفت. اقداماتی انجام خواهد شد و همه اپراتورهای خصوصی پاسخگو خواهند بود. در همین راستا، دولت اسپانیا کمیسیونی تحقیقاتی به ریاست وزارت انتقال زیست‌محیطی تشکیل داده است.»
قاضی خوزه لوئیس کالاما از دادگاه ملی اسپانیا تحقیقات مقدماتی را آغاز کرده تا مشخص شود که آیا این خاموشی سراسری ممکن است اقدام خرابکارانه علیه زیرساخت‌های حیاتی کشور بوده باشد، که در این صورت، طبق گزارش روزنامه Vozpópuli، می‌تواند یک عمل تروریستی تلقی شود.
در برخی محافل، گمانه‌زنی‌هایی مطرح شده مبنی بر اینکه انرژی‌های تجدیدپذیر عامل این خاموشی بوده‌اند، اما این ادعا با مخالفت‌هایی مواجه شده است. برخی تحلیل‌گران انرژی نگران‌اند که شبکه برق اسپانیا نیاز به به‌روزرسانی داشته باشد تا با رشد سریع انرژی خورشیدی و بادی هماهنگ شود. اما دیگر پژوهشگران معتقدند که اسپانیا و پرتغال برای مدیریت این منابع انرژی متناوب آمادگی کافی دارند، و اندازه و ماهیت این خاموشی نشان می‌دهد که احتمالاً انرژی‌های تجدیدپذیر عامل آن نبوده‌اند. همچنین شواهدی وجود دارد که نشان می‌دهد اگر گذار به انرژی‌های تجدیدپذیر به‌درستی مدیریت شود، ممکن است حتی تعداد خاموشی‌ها کاهش یابد.
در یک نشست خبری در ۲۹ آوریل، نخست‌وزیر سانچز اتهامات مربوط به نقش انرژی‌های تجدیدپذیر در خاموشی را «دروغ» خواند و منتقدانی را که انرژی بادی و خورشیدی را مقصر دانسته بودند، مورد انتقاد قرار داد. بنیاد Renovables، یک اندیشکده انرژی در اسپانیا، اعلام کرد:
«این واقعیت که اسپانیا تولید برق زیادی از منابع تجدیدپذیر دارد، هیچ ارتباطی با نقص‌های شبکه در روز دوشنبه ندارد.»

## تلفات
یک زوج به همراه پسرشان در تبوادلا، اورنسه، بر اثر استنشاق مونوکسید کربن جان خود را از دست دادند. دلیل این حادثه استفاده از یک ژنراتور در فضای بسته بود. یکی از اعضای سالخورده خانواده به دستگاه تنفس مکانیکی نیاز داشت، که باعث استفاده از ژنراتور شده بود.
در والنسیا، زنی که به دستگاه اکسیژن وابسته بود، جان باخت.
در مادرید، زنی در آتش‌سوزی‌ای که چند نفر را در یک ساختمان گرفتار کرده بود، جان خود را از دست داد. چندین نفر نیز در همان حادثه آسیب دیدند.

## بازیابی برق

### پرتغال
برق از حدود ساعت ۱۷:۰۰ (به وقت غرب اروپا) به‌تدریج با استفاده از دو سیستم بلک استارت موجود بازیابی شد: سد کاستلو د بوده با ظرفیت ۱۵۹ مگاوات و نیروگاه گاز طبیعی Tapada do Outeiro با ظرفیت ۹۹۰ مگاوات. تا حدود ساعت ۲۲:۳۰، برق حدود ۵۰٪ از جمعیت بازیابی شده بود و تا ساعت ۰۰:۰۰ این عدد به حدود ۸۰٪ رسید. شبکه برق در پرتغال تا اوایل روز ۲۹ آوریل به‌طور کامل بازیابی شد.
مناطق جزیره‌ای مادیر و آزورس که به شبکه برق اروپا متصل نیستند، تحت تأثیر این قطعی قرار نگرفتند.

### اسپانیا
در حدود ساعت ۱۶:۰۰ (به وقت اروپای مرکزی) در روز ۲۸ آوریل، اپراتور برق اسپانیا Red Eléctrica de España (REE) اعلام کرد که بازگرداندن برق «بین شش تا ده ساعت» زمان خواهد برد و این قطعی را «استثنایی و کاملاً فوق‌العاده» توصیف کرد.
در ادامه روز، فرودگاه‌ها با ۲۰٪ ظرفیت کاهش‌یافته فعالیت خود را از سر گرفتند، و وزیر حمل‌ونقل Óscar Puente اعلام کرد که خدمات قطارهای میان‌برد و دوربرد تا روز بعد از سر گرفته نخواهند شد.
مناطق آراگون-کاتالونیا و گالیسیا-لئون اولین مناطقی بودند که به شبکه اصلی متصل شدند. خطوط برق بین‌المللی از مراکش و فرانسه نیز در این بازیابی نقش داشتند.
تا ساعت ۰۷:۰۰ روز ۲۹ آوریل، برق به ۹۹٪ از میزان تقاضای انرژی بازگشته بود و تا ساعت ۱۱:۰۰ همان روز به‌طور کامل بازیابی شد.
با این حال، برخی نهادها از جمله وزارت دفاع و نیروی دریایی اسپانیا، در ۲۹ آوریل همچنان با قطعی برق مواجه بودند.